# Северна Македония на летните олимпийски игри 2024
Северна Македония ще участва на летните олимпийски игри през 2024 година в Париж от 26 юли до 11 август 2024 година.
Това е осмото участие на страната на Летни олимпийски игри и второто с името Северна Македония. Страната е спечелила 7 квоти за игрите.

## Състезатели
| Спорт           | Мъже | Жени | Общо |
| --------------- | ---- | ---- | ---- |
| Лека атлетика   | 1    | 0    | 1    |
| Джудо           | 1    | 0    | 1    |
| Спортна стрелба | 0    | 1    | 1    |
| Борба           | 1    | 0    | 1    |
| Таекуондо       | 0    | 1    | 1    |
| Плуване         | 1    | 0    | 1    |
| Общо            | 4    | 2    | 6    |

## Борба
Свободен стил
| Борец           | Събитие    | Осминафинал            | Четвъртфинал      | Полуфинал         | Репешаж           | Финал / Мач за бронз | Финал / Мач за бронз |
| Борец           | Събитие    | Съперник Резултат      | Съперник Резултат | Съперник Резултат | Съперник Резултат | Съперник Резултат    | Място                |
| --------------- | ---------- | ---------------------- | ----------------- | ----------------- | ----------------- | -------------------- | -------------------- |
| Владимир Егоров | Мъже ‐57кг | Аман Сехрават З 0 – 10 | не продължава     | не продължава     | не продължава     | не продължава        | не продължава        |

## Джудо
| Джудист        | Събитие    | Първи кръг              | Втори кръг        | Осминафинал       | Четвъртфинал      | Полуфинал         | Репешаж           | Финал / Мач за трето място | Финал / Мач за трето място |
| Джудист        | Събитие    | Съперник Резултат       | Съперник Резултат | Съперник Резултат | Съперник Резултат | Съперник Резултат | Съперник Резултат | Съперник Резултат          | Място                      |
| -------------- | ---------- | ----------------------- | ----------------- | ----------------- | ----------------- | ----------------- | ----------------- | -------------------------- | -------------------------- |
| Еди Шерифовски | Мъже –81кг | Гийерме Шимид З 00 – 11 | не продължава     | не продължава     | не продължава     | не продължава     | не продължава     | не продължава              | не продължава              |

## Лека атлетика
| Атлет           | Събитие      | Финал    | Финал |
| Атлет           | Събитие      | Резултат | Място |
| --------------- | ------------ | -------- | ----- |
| Дарио Ивановски | Маратон мъже | 2:28:15  | 69    |

## Плуване
| Плувец             | Събитие                  | Първи кръг | Първи кръг | Полуфинал | Полуфинал | Финал         | Финал         |
| Плувец             | Събитие                  | Време      | Място      | Време     | Място     | Време         | Място         |
| ------------------ | ------------------------ | ---------- | ---------- | --------- | --------- | ------------- | ------------- |
| Никола Гюретановик | 400 м свободен стил мъже | 4:05.38    | 37         | н/д       | н/д       | не продължава | не продължава |

## Спортна стрелба
| Спортист            | Събитие                     | Квалификация | Квалификация | Полуфинал     | Полуфинал     | Финал         | Финал         |
| Спортист            | Събитие                     | Точки        | Място        | Точки         | Място         | Точки         | Място         |
| ------------------- | --------------------------- | ------------ | ------------ | ------------- | ------------- | ------------- | ------------- |
| Анастасия Мойсовска | Жени 10 м въздушен пистолет | 625.3        | 31           | не продължава | не продължава | не продължава | не продължава |

## Таекуондо
| Спортис       | Събитие     | Осминафинал       | Четвъртфинал      | Полуфинал         | Репешаж           | Финал / Мач за трето място | Финал / Мач за трето място |
| Спортис       | Събитие     | Съперник Резултат | Съперник Резултат | Съперник Резултат | Съперник Резултат | Съперник Резултат          | Място                      |
| ------------- | ----------- | ----------------- | ----------------- | ----------------- | ----------------- | -------------------------- | -------------------------- |
| Милияна Релик | Жени -57 кг | Джоунс П 2 – 1    | Аун З 0 – 2       | не продължава     | не продължава     | не продължава              | не продължава              |